# カール・マルデン
カール・マルデン（Karl Malden, 1912年3月22日 - 2009年7月1日）は、アメリカ合衆国イリノイ州シカゴ出身の俳優。アカデミー賞受賞歴1回。1938年から71年間続いた結婚生活はハリウッドの歴史で3番目に長い。

## 略歴
イリノイ州シカゴで生まれる。父親はセルビア系、母親はチェコ系。5歳の時にシカゴのセルビア人居留地から家族でインディアナ州ゲーリーに移り、そこで育つ。幼稚園に入るまで英語は全く話せなかった。
1931年にゲーリーのエマーソン高校を優秀な成績で卒業し、地元のUSスチールの製鉄所で1934年まで3年間働いた後、アーカンソー州立教育大学（Arkansas State Teachers College、現在のアーカンソー中央大学）に短期間在籍、その後、シカゴのグッドマン劇場の演劇学校に通う。3年後にニューヨークに渡り、1937年に舞台デビューすると、エリア・カザンの目に留まり、後にアーサー・ミラーの『みんな我が子』やテネシー・ウィリアムズの『欲望という名の電車』に出演することになる。
1940年に映画デビュー、1951年には映画『欲望という名の電車』で原作舞台劇で演じた役と同じ役を演じ、第24回アカデミー賞の助演男優賞を受賞する。その後は映画を中心に活動するが、1970年代以降、活動の中心はテレビドラマになる。
1968年から1989年までアメリカン・エキスプレスのCMキャラクターを務める。
1989年から1992年まで映画芸術科学アカデミー（アカデミー協会）の会長を務め、2003年には第75回アカデミー賞授賞式に過去の受賞者として出席する。
2009年に老衰のため死去。

## 出演作品
※日本語吹き替えは島宇志夫がほぼ専属で担当していた。
| 公開年 | 邦題 原題                                                                         | 役名                        | 備考                                            |
| ------ | --------------------------------------------------------------------------------- | --------------------------- | ----------------------------------------------- |
| 1947   | 影なき殺人 Boomerang!                                                             | ホワイト                    |                                                 |
| 1947   | 死の接吻 Kiss of Death                                                            | ウィリアム                  |                                                 |
| 1950   | 拳銃王 The Gunfighter                                                             | マック                      |                                                 |
| 1950   | 歩道の終わる所 Where the Sidewalk Ends                                            | トーマス                    |                                                 |
| 1950   | 地獄の戦場 Halls of Montezuma                                                     | ドク                        |                                                 |
| 1951   | 欲望という名の電車 A Streetcar Named Desire                                       | ミッチ                      | アカデミー助演男優賞 受賞                       |
| 1952   | 国務省の密使 Diplomatic Courier                                                   |                             |                                                 |
| 1952   | 語らざる男 Operation Secret                                                       |                             |                                                 |
| 1952   | ルビイ Ruby Gentry                                                                | ジム                        |                                                 |
| 1953   | 私は告白する I Confess                                                            | ラルー警視                  |                                                 |
| 1953   | あの高地を取れ Take the High Ground!                                              |                             |                                                 |
| 1954   | 謎のモルグ街 Phantom of the Rue Morgue                                            |                             |                                                 |
| 1954   | 波止場 On the Waterfront                                                          | バリー                      |                                                 |
| 1956   | ベビイ・ドール Baby Doll                                                          | アーチー                    |                                                 |
| 1957   | 栄光の旅路 Fear Strikes Out                                                       | ジョン                      |                                                 |
| 1957   | 祖国への反逆!第5捕虜収容所 Time Limit                                             | 囚人                        | 監督・出演                                      |
| 1957   | B52爆撃隊 Bombers B-52                                                            | チャック・V・ブレナン       |                                                 |
| 1959   | 縛り首の木 The Hanging Tree                                                       | フレンチー                  |                                                 |
| 1960   | ポリアンナ Pollyanna                                                              | ポール・フォード            |                                                 |
| 1960   | 片目のジャック One-Eyed Jacks                                                     | ダッド・ロングワース        |                                                 |
| 1961   | 二十歳の火遊び Parrish                                                            | ジャド・ライケ              |                                                 |
| 1962   | 終身犯 Birdman of Alcatraz                                                        | ハーヴェイ・シューメイカー  |                                                 |
| 1962   | ジプシー Gypsy                                                                    | ハービー・ソマーズ          |                                                 |
| 1962   | 西部開拓史 How the West Was Won                                                   | ゼブロン・プレスコット      |                                                 |
| 1963   | 翼のリズム Come Fly with Me                                                       | ウォルター・ルーカス        |                                                 |
| 1964   | 誰が私を殺したか？ Dead Ringer                                                    | ジム・ホブソン              |                                                 |
| 1964   | シャイアン Cheyenne Autumn                                                        |                             |                                                 |
| 1965   | シンシナティ・キッド The Cincinnati Kid                                           | シューター                  |                                                 |
| 1966   | ネバダ・スミス Nevada Smith                                                       | トム・フィッチ              |                                                 |
| 1966   | サイレンサー/殺人部隊 Murderers' Row                                              | ジュリアン・ウォール        |                                                 |
| 1966   | ホテル Hotel                                                                      |                             |                                                 |
| 1966   | 黄金作戦 追いつ追われつ The Adventures of Bullwhip Griffin                        | ヒギンズ判事                |                                                 |
| 1968   | 血と怒りの河 Blue                                                                 | ドク・モートン              |                                                 |
| 1970   | パットン大戦車軍団 Patton                                                         | オマー・N・ブラッドリー大将 |                                                 |
| 1971   | 夕陽の挽歌 Wild Rovers                                                            | ウォルター・バックマン      |                                                 |
| 1971   | わたしは目撃者 Il gatto a nove code                                               | フランコ・アルノ            |                                                 |
| 1972   | サマータイム・キラー Un verano para matar                                         | ジョン                      |                                                 |
| 1972   | サンフランシスコ捜査線 The Streets of San Francisco                               | マイク・ストーン            | テレビシリーズ、120エピソードに出演             |
| 1979   | ポセイドン・アドベンチャー2 Beyond the Poseidon Adventure                         | ウィルバー・ハバード        |                                                 |
| 1979   | メテオ Meteor                                                                     | ハリー・シャーウッド        |                                                 |
| 1981   | 新聞記者の信疑 Word of Honor                                                      | マイク・マクニール          | テレビ映画                                      |
| 1981   | ミラクル・オン・アイス Miracle on Ice                                             | ハーブ・ブルックス          | テレビ映画                                      |
| 1982   | トワイライト・タイム Twilight Time                                                | マルコ                      |                                                 |
| 1983   | スティング2 The Sting II                                                          | ガス                        |                                                 |
| 1984   | 疑惑 Fatal Vision                                                                 | フレディ                    | テレビ映画                                      |
| 1985   | 不思議の国のアリス Alice in Wonderland                                            |                             | テレビ映画                                      |
| 1987   | ナッツ Nuts                                                                       | アーサー                    |                                                 |
| 1988   | アナザー・ベトナム/父と子の追想 My Father, My Son                                 | エルモ                      | テレビ映画                                      |
| 1993   | 集団誘拐!消えたスクールバス They've Taken Our Children: The Chowchilla Kidnapping | エド                        | テレビ映画                                      |
| 2000   | ザ・ホワイトハウス The West Wing                                                  | トーマス・カバナー司教      | テレビシリーズ、エピソードTake This Sabbath Day |

## 受賞歴

### アカデミー賞
受賞
1952年 アカデミー助演男優賞:『欲望という名の電車』
ノミネート
1955年 アカデミー助演男優賞:『波止場』

### ゴールデングローブ賞
ノミネート
1957年 助演男優賞:『ベビイ・ドール』
1963年 助演男優賞:『ジプシー』
1976年 男優賞 (ドラマ部門):『The Streets of San Francisco』

## 参照
1. 1 2 3 4 5 6  “Karl Malden - Biography” (英語).  IMDb. 2013年4月16日閲覧。
2. 1 2  McLellan, Dennis (2009年7月1日). “Oscar-winning actor Karl Malden dies at 97”. Los Angeles Times 2009年7月1日閲覧。
3. ↑  “007 TV吹替声優紹介　〜第一期 悪役・脇役編〜”.   007 TV吹替初収録 特別版DVDシリーズ. 2020年7月31日閲覧。